# Apis laboriosa
Apis laboriosa Smith, 1871 è una delle specie di ape più grande del mondo, diffusa sull'Himalaya.

## Distribuzione e habitat
Questa specie è diffusa nelle regioni montuose del Bhutan, nella provincia cinese dello Yunnan, in India, Nepal, Myanmar, Laos e Vietnam.
È estremamente adattata a vivere ad altitudini elevate, tanto da essere stata osservata a più di 4000 m s.l.m. (nonostante abitualmente si trovi ad un'altitudine compresa tra 500 e 3500 m s.l.m. I nidi sono di grandi dimensioni, e sono costruiti sul lato sud-occidentale di rupi verticali.

## Tassonomia
La storia tassonomica di Apis laboriosa è piuttosto complessa. Inizialmente era considerata una sottospecie della più diffusa Apis dorsata, ma a partire dal 1980 venne classificata come specie distinta. Nel 1999 venne di nuovo riportata al rango di sottospecie da Engel, ma studi più recenti hanno confermato la separazione da A. dorsata. Analisi genetiche condotte nel 2005 hanno evidenziato come tra le due specie di api ci sia stato poco flusso genico per milioni di anni, il che giustifica considerarle due specie distinte. Inoltre, nel 2020 uno studio sulla distribuzione di A. laboriosa ha permesso di comprendere la simpatria tra le due specie. Esse sono infatti morfologicamente molto simili, ma hanno adattamenti e comportamenti distinti che permettono ad A. laboriosa di sopravvivere ad altitudini più elevate.

## Nella cultura di massa
Apis laboriosa produce tre tipi di miele: miele primaverile o rosso originato da fiori che si trovano ad altitudini elevate, miele primaverile originato da fiori che crescono ad altitudini inferiori, e miele autunnale creato utilizzando fiori posti a tutte le altitudini. Il miele rosso ha proprietà inebrianti e rilassanti, e data la sua origine è molto raro, perciò viene venduto ad un costo maggiore rispetto al miele normale prodotto da Apis mellifera o Apis cerana. Le proprietà del miele rosso sono attribuite alle graianotossine presenti nel nettare dei rododendri (Rhododendron spp.). Il popolo dei Gurung del Nepal è noto per il consumo di miele rosso, sia in virtù delle qualità medicinali che di quelle allucinogene.